# Annette Jahns
Annette Jahns (* 24. Juni 1958 in Dresden; † 11. September 2020) war eine deutsche Opernsängerin (Alt) und Opern-Regisseurin.

## Leben
Annette Jahns begann 1975 ihr Gesangsstudium an der Dresdner Musikhochschule; Meisterkurse absolvierte sie bei Judith Beckmann, Ute Niss und Theo Adam. 1982 wurde sie ins Opernstudio der Sächsischen Staatsoper Dresden (Semperoper) aufgenommen, ab 1986 gehörte sie dem Solistenensemble der Semperoper an. Ab 1999 war sie freischaffend als Sängerin und Regisseurin tätig. Neben klassischen Rollen im Alt- und Mezzosopranfach verkörperte sie u. a. die Titelpartie in Bettina von Friedrich Schenker und Karl Mickel (UA 1987 Theater im Palast, Berlin) sowie die Sarah Chatterton in Thomas Chatterton von Matthias Pintscher und Claus H. Henneberg (UA 1998 Semperoper Dresden).
2000 feierte sie ihr Debüt bei den Bayreuther Festspielen unter Giuseppe Sinopoli in Richard Wagners Die Walküre, 2002 bei den Salzburger Festspielen unter Fabio Luisi in Richard Strauss’ Die Liebe der Danae. Ab 2005 war Annette Jahns Sekretärin der Klasse Darstellende Kunst und Film an der Sächsischen Akademie der Künste. Sie starb im September 2020 nach langer, schwerer Krankheit im Alter von 62 Jahren.

## Inszenierungen (Auswahl)
- Johann Gottlieb Naumann / Antonio de Filistri da Caramondani: Medea. Stadttheater Meißen. Premiere: 1999. Dirigent: Franns Wilfried Promnitz von Promnitzau; Bühne: Arne Walter; Kostüme: Marina Zydek
- Giacomo Puccini / Giuseppe Giacosa, Luigi Illica: Madama Butterfly. Semperoper Dresden. P: 19. Juli 2003. Dirigent: Anthony Bramall; Bühne: Hartmut Schörghofer; Kostüme: Frauke Schernau
- Gioacchino Rossini / Jacopo Ferretti: La Cenerentola. Bayerische Theaterakademie August Everding. P: 27. Mai 2005 Theater Ingolstadt, 17. Juni 2005 Prinzregententheater München. Dirigent: Bruno Weil; Bühne: Hannes Neumaier; Kostüme: Marina Zydek
- Carl Orff: Carmina Burana. Mittelsächsisches Theater Freiberg und Döbeln. P: 16. Juni 2006 Nikolaikirche Freiberg. Dirigent: Jan Michael Horstmann; Raum und Kostüme: Marina Zydek; Choreographische Mitarbeit: Erwin Hesse
- Christoph Willibald Gluck / Ranieri de’ Calzabigi: Orpheus und Eurydike. P: 17. November 2007 Stadttheater Freiberg. Dirigent: Jan Michael Horstmann; Bühne und Kostüme: Marina Zydek; Choreographie: Erwin Hesse
- Seit Oktober 2012 inszenierte Annette Jahns mit der Jugendtheatergruppe „Smile if you like“ in Pirna verschiedene Theaterstücke

## Auszeichnungen
- 1987 Kritikerpreis für die Berliner UA von Bettina
- 1995 Förderpreis der Landeshauptstadt Dresden